# Amphidium brevifolium
Amphidium brevifolium är en bladmossart som beskrevs av Brotherus 1913. Amphidium brevifolium ingår i släktet trattmossor, och familjen Orthotrichaceae. Inga underarter finns listade i Catalogue of Life.